# Stojan Aranđelović
Stojan Aranđelović (auch Stole Aranđelović; * 12. Juni 1930 in Belgrad; † 8. April 1993 ebenda) war ein jugoslawischer Schauspieler.

## Leben
In seiner 1950 beginnenden und bis zu seinem Tode andauernden Karriere spielte Aranđelović in etwa 150 Filmen und entwickelte sich zu einem der bekanntesten Charakterdarsteller des jugoslawischen Films; im deutschsprachigen Raum wurde er durch seine Mitwirkung in diversen Karl-May-Filmen und anderen Koproduktionen bekannt.
Im August 1984 erhielt er den jugoslawischen Filmpreis Slavica für sein Lebenswerk.

## Filmografie (Auswahl)
- 1950: Crveni crvet
- 1964: Freddy und das Lied der Prärie
- 1964: Winnetou 2. Teil
- 1964: Unter Geiern
- 1965: Der Ölprinz
- 1969: Die Schlacht an der Neretva (Bitka na Neretvi)
- 1973: Die fünfte Offensive – Kesselschlacht an der Sutjeska (Sutjeska)
- 1973: Scalawag
- 1982: Tanz in der Dämmerung (Twilight time)
- 1982: Jack Holborn, Fernsehserie
- 1997: Dark Side of the Sun (gedreht 1988)